# Ion Ferenz
Ion Ferenz (în maghiară János Ferenczi; n. 10 iunie 1932, Miercurea Ciuc, România – d. 2 octombrie 2003, Budapesta, Ungaria) a fost un jucător român de hochei pe gheață. A concurat în turneul masculin de la Jocurile Olimpice de iarnă din 1964.

## Distincții
- Medalia „Meritul Sportiv” clasa I (25 octombrie 1966) „pentru rezultatele deosebite obținute în competițiile sportive internaționale, precum și pentru contribuția valoroasă adusă la dezvoltarea culturii fizice și sportului în țara noastră”[3]